# Doris Wahlberg
Barbro Doris Margareta Wahlberg, född 22 juni 1913 i By, Kopparbergs län, död 10 maj 2000 i Vänersborg, var en svensk musiklärare, målare och tecknare.
Hon var dotter till maskinisten Karl Östling och Emma Johansson och från 1945 gift med musikdirektören Rune Wahlberg. Hon studerade till violinpedagog vid Kungliga musikhögskolan 1937–1938 och var violinist vid Gävle orkesterförening 1939–1940 samt korist vid Stora Teatern i Göteborg 1944–1956. Hennes intresse för konst väcktes i början av 1930-talet och hon studerade målning vid Otte Skölds målarskola 1935–1937 samt vid Pernbys målarskola 1952–1953. Hon debuterade med en separatutställning i Kramfors 1962 och har därefter medverkat i ett antal samlingsutställningar med provinsiell konst. Hennes konst består av figurer, stilleben och landskapsskildringar. 